# Lo stagno di fuoco
(Daniele Nadir, Lo stagno di fuoco.)
Lo stagno di fuoco è un romanzo fantastico di Daniele Nadir, illustrato da Mattia Ottolini.

## Sinossi
Dio stesso fa sentire la propria voce, e comunica all'umanità l'imminenza del giudizio finale. I morti resuscitano; i buoni sono rapiti in cielo, mentre i malvagi vengono sprofondati nell'Inferno. Tra miliardi di anime, però, ve ne sono poche centinaia di sospese così perfettamente tra virtù e peccato da non poter essere giudicate: questi pochi rimangono sulla Terra, ormai abbandonata. Tra di loro vi sono Joe Gould e Sara Ferraris. I sopravvissuti vengono radunati da tre angeli, puniti da Dio con l'esilio sulla Terra per aver erroneamente condannato anime meritevoli della salvezza. La loro unica speranza di perdono è ritrovarle e salvarle: inizia così una spedizione nei meandri dell'Inferno, guidata da Giuda Iscariota, riuscito a fuggirne ma ora costretto a tornarci.

## Struttura
Lo stagno di fuoco presenta una struttura piuttosto complessa. È composto di 26 capitoli, intitolati ordinatamente con le lettere dell'alfabeto latino. La X e la Y sono unite in un unico capitolo, e l'ultimo è intitolato nuovamente A, come il primo.
Il primo e l'ultimo capitolo costituiscono rispettivamente antefatto ed epilogo della vicenda, intitolati Luce l'uno e Fuoco l'altro. Il corpo del romanzo è diviso in due grandi sezioni, Juda's e Abaddòn, a loro volta articolate ognuna in due parti, per un totale di quattro. La prima parte (intitolata Superficie) è costituita dai capitoli da B a G; la seconda (Alto Inferno) da quelli da H a M; la terza (Medio Inferno) da quelli da N a T; la quarta (Basso Inferno) da quelli da U a Z.
| Antefatto Luce | Juda's             | Juda's                | Abaddòn                 | Abaddòn                | Epilogo Fuoco |
| Antefatto Luce | Parte I Superficie | Parte II Alto Inferno | Parte III Medio Inferno | Parte IV Basso Inferno | Epilogo Fuoco |
| A              | B C D E F G        | H I J K L M           | N O P Q R S T           | U V W XY Z             | A             |

La vicenda è raccontata attraverso tre piani narrativi distinti: quella "esterno", scritto al passato in terza persona, ambientato in una locanda, dove l'oste racconta la storia di Giuda ad un giovane viandante; quello "interno", scritto al presente in terza persona, che narra la vicenda vera e propria del Giorno del Giudizio e della discesa nell'Inferno; infine quello di Joe Gould, scritto al passato in prima persona, che rappresenta la sua trascrizione degli eventi avvenuti. Le tre narrazioni sono distinte dall'uso dei caratteri tipografici: la prima è in corsivo, la seconda è in caratteri normali, mentre la terza utilizza un font differente.

## Edizioni
- Daniele Nadir, Lo stagno di fuoco, Sperling & Kupfer, 2005, ISBN 88-200-3842-0.